# Едвард Тарнер Бенет
Едвард Тарнер Бенет (енгл. Edward Turner Bennett; Хакни, 6. јануар 1797 — Лондон, 21. август 1836) је био британски зоолог и писац. Био је старији брат ботаничара Џона Џозефа Бенета. Иако је учио да постане хирург, његово главно интересовање је била зоологија. Године 1822. основао је ентомолошко друштво, које је касније постало зоолошко друштво повезано са Линеовим друштвом Лондона. Оно је представљало полазну тачку за настанак Зоолошког друштва Лондона, чији је Бенет био секретар од 1833. до 1936, када је преминуо.

## Дела
- (1829)
- (1831)

Поред ових дела, Бенет је, заједно са Г. Т. Лејом, написао и одељак о рибама у делу „Zoology of Beechey's Voyage“, чије објављивање 1939. није дочекао.